# ダヴィド・フセスラヴィチ
ダヴィド・フセスラヴィチ（ベラルーシ語: Давыд Усяславіч、1047/57年 - 1129年以降）は、ポロツク公フセスラフの息子である。ポロツク公（在位：1101年 - 1127年、1128年 - 1129年）。

## 略歴
誕生は1047年から1057年の間と推定される。それは1067年に父のフセスラフが、（おそらく年長の）2人の子を連れて、キエフ大公との交渉に向かったという記述からの推測である。なおフセスラフの子の年長順には諸説ある。V.ピチェタ(ru)によれば、ダヴィドはポロツク公国の分領公国化の際に、領土を少なく配分され、全く領土を受け取っておらず、O.ラーポフ(ru)はダヴィドを第三子とみなした。一方、V.ダニーロヴィチ、N.バウムガルテン、L.アリクレーフらは、ダヴィドを長子とみなしている。
ダヴィドはおそらく1101年に父のポロツク公位を継承し、彼をポロツクの民会(en)が追い出す1127年までポロツク公だった。1103年にポロツク軍を率いて、キエフ大公ウラジーミル・モノマフと共にポロヴェツ族に対する遠征を行い、ステニ川の戦い（現ウクライナ南部のモロチナ川）で勝利した。1104年にミンスクにおいて、モノマフ一門と共に兄弟のミンスク公グレプを包囲、1106年には兄弟と共にセムガレ人(en)（現ラトビア中部に居住していた人々）を攻めた。
1127年、キエフ大公ムスチスラフ1世はポロツクに大規模な軍勢を進めた。ポロツクの人々は自分たちでダヴィドを追放した。その2年後、ムスチスラフ1世はダヴィドにコンスタンティノープルへの流刑を課した。年代記にはこれ以降の彼に関する記述はない。ポロツク公国に戻ることなく、ビザンツ帝国で死去したと考えられる。

## 妻子
妻の名前は不明。以下の人物がダヴィドの子とされるが諸説あり。
- ブリャチスラフ
- ヴォロドシャ
- ミクラ